# 潘杰賢
潘杰賢（英語：Joseph Phua，1984年—），新加坡企業家，龍丞資本董事長、交友軟體Paktor拍拖共同創辦人、新加坡上市直播平台17LIVE集團共同創辦人暨董事長、聲音經濟平台 SoundOn 聲浪董事長、壹蘋新聞網創辦人。潘杰賢在創辦「Paktor拍拖」時，透過該軟體認識妻子，兩人育有兩個台灣小孩，並自2013年起長住台灣創業。

## 家族事業
潘杰賢出身於新加坡企業世家，在五個孩子中排行第四。父母潘東尼與潘莊秀華1977年創業，一開始在賣場賣鍋子，靠著與電視節目合作、週週送汽車等靈活行銷累積了第一桶金。1994年父母轉做進口家具生意，自創「達芬奇家居」代理國際品牌，一路從東南亞賣進中國。
2011年「達芬奇家居」股票即將上市前卻被中國央視節目宣稱造假，指稱是東莞生產出口到義大利、冒稱原裝進口。但最終被發現整起事件是刻意的栽贓陰謀，並有人藉機勒索「和解金」。同年8月上海市工商局公佈，並未發現造假原產地的問題；11月，達芬奇家居代理的義大利家具品牌代表至北京作證達芬奇並無生產或銷售仿冒其品牌家具；同月被查出央視踢爆造假的關鍵證人「東莞長丰家具公司總經理彭杰」，僅是一名非正式受聘的跑單員，在對方暗示大單下而被誘導說可生產達芬奇代理義大利品牌家具。最終達芬奇家居仍因此事件銷量也迅速下滑八成，後來中國國家企業首旅集團堂而皇之入股，三年後潘杰賢父母被迫退出經營。

## 教育與經歷
潘杰賢大學就讀於紐約大學史登商學院，專攻金融學，並在芝加哥大學布斯商學院取得工商管理碩士學位。畢業後曾在麥肯錫與花旗銀行工作。
潘杰賢於2021年宣布成立獎學金，每年贊助一名錄取布斯商學院MBA學程的台灣或新加坡學生頒發高額獎學金，首年由台灣學生獨得。

## 創業
2012年還在芝加哥大學念書時，潘杰賢被交往8年的女友甩了。當時交友軟體「Tinder」剛興起，他認為找伴侶就像機率遊戲，接觸越多成功率越高，覺得軟體很有發展性，回到新加坡就創立針對亞洲人的交友軟體「Paktor拍拖」。最初六個月一口氣擴張到11個市場，但過度擴張讓資金快速燒盡，半年燒了六千萬。他趕緊縮減規模退回4個市場，又快速向新加坡淡馬錫控股、日本雅虎等募了4輪資金才撐下來。之後快速打進東南亞與台灣市場。 2020年他在M17集團執行長任內，將原屬M17集團旗下的Paktor拍拖出售給新加坡資本市場諮詢及投資公司Kollective Ventures (KV)。
2017年潘杰賢將Paktor拍拖公司與「麻吉大哥」黃立成創辦的直播平台「17LIVE」合併為「M17 Entertainment」集團，並擔任執行長職務。2020年他卸下執行長職務，轉任為榮譽董事長，集團改名「17 LIVE集團」。2023年，17LIVE 宣布計劃透過與新加坡首間 SPAC 公司 VTAC 合併，在新加坡證券交易所掛牌上市，交易市值高達11.61億新元（約273.17億台幣）。潘作為17LIVE的共同創辦人與董事長，是該公司最大的個人股東。
2021年，潘杰賢創立的家族投資辦公室「龍丞資本」（Turn Capital）陸續收購 Podcast平台「SoundOn聲浪」，並於7月合併聲音社交服務Goodnight 成為SoundOn集團。 同年也收購台灣區塊鏈公司「Dapp Pocket」旗下的「Dapp Pocket」及「Cappuu」兩款產品，並將後者合併為全新的加密貨幣交易平台「Coinomo」，目標是成為東南亞主流族群進入虛擬貨幣世界的入口。
2022年，潘杰賢鑑於向香港商人黃浩收購台灣《蘋果新聞網》資產的交易無法如期完成，為避免大多數台灣《蘋果新聞網》的員工將在8月31日失去工作，決定於9月1日起另行成立「壹蘋新聞網」，有收到聘僱合約的原《蘋果新聞網》員工，96％簽約同意加入新公司。潘杰賢並宣示「五不一絕對原則」：完全不用台蘋品牌、不用台蘋網址、不接觸台蘋個資數據、不使用台蘋資產，更不介入壹蘋新聞中立性，絕對遵守台灣法律規範。
2023年，潘杰賢創立的「龍丞資本」（Turn Capital）宣布收購台灣大學生互動平台Zuvio，將整合旗下多個數位媒體生態系，包含《壹蘋新聞網》、直播互動娛樂平台 17LIVE、Podcast 平台 SoundOn、聲音互動平台 Goodnight 與 Zuvio，集團旗下產品每月觸及的台灣人口破千萬。
潘杰賢擅長於募資，過去曾從 50 多家投資者那裡籌集了超過 2 億美元的資金，其中包括 Vertex Ventures、Pavilion Capital、Infinity Ventures、韓國 KTB、Appworks 和幾家印尼跨國公司。

## 爭議
2020年6月香港「港版國安法」通過後，台灣《蘋果新聞網》也不斷傳出將被併購的消息。2022年6月，潘杰賢100%持有的「新海環球有限公司」預計收購台灣《蘋果日報》。6月28日，台灣公民團體「經濟民主連合」召開記者會指出，該公司登記資本額僅3萬台幣，懷疑幕後金源涉及中國資金，蘋果若出售會引發國安疑慮。據經民連調查發現，潘杰賢歷來的事業，無論是約會網站「Paktor」的融資、收購「17直播」平台或買下台灣區塊鏈公司「Dapp Pocktet」，其資金籌措主導者均指向同一人，即潘杰賢名下的「龍丞資本」（Turn Capital）上海合夥人張鐘予。張鐘予不只在中國AI投資圈大名鼎鼎，其擔任合夥人的中國私募基金「領中資本」（Lantern Capital）更與中國黨政軍關係密切，參與了中國的「中天引控」、「中天控股」等軍工企業。 潘杰賢則發表聲明駁斥經民連說法，指出張鐘予職涯皆是專業經理人，非神秘金主。張鐘予曾代表新加坡主權基金祥峰投資偕同多家一線國際投資機構投資拍拖公司，2016張離開祥峰投資前往中國工作數年。2021年潘杰賢成立龍丞資本時從領中資本挖角張鐘予成為龍丞資本的聘薪（不佔股）合夥人。領中資本為張鐘予任職的前公司，與龍丞資本毫無關聯。
對此潘杰賢發出聲明指出「百分百無中資、百分百愛台灣」，強調每一間公司都是100%個人投資，從未接受外來投資，張鐘予女士和本案毫無關聯。張女士是新加坡人，2014年擔任新加坡主權基金淡馬錫（Temasek）旗下創投祥峰投資（Vertex Ventures）的投資經理時投資潘杰賢創立的拍拖公司。張女士2016離開祥峰投資後，曾前往中國工作數年，至潘杰賢2021年成立龍丞資本時從領中資本（Lantern Capital）挖角她成為龍丞資本的聘薪（不佔股）合夥人，協助處理區塊鏈業務，2021中再轉任龍丞資本旗下區塊鏈新創Coinomo執行長。張女士職涯歷程始終是高階經理人身份，並非神秘金主，未投入任何資金，也未參與本案。潘杰賢說明收購台蘋的過程一直百分百配合政府法規，並完整提供資料供主管機關審查，未來也將持續維護台蘋之獨立自主性，以照顧員工生計為依歸。

## 榮譽獎項
潘杰賢 2019年獲得亞洲時尚媒體Tatler選為將形塑亞洲未來的Gen.T (Generation T)新銳先鋒之一。